# 木下利玄

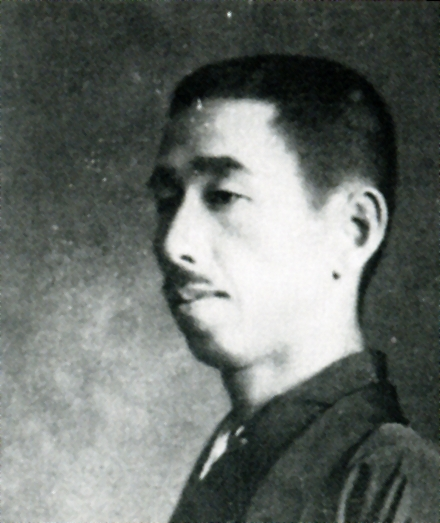
木下利玄（1910年頃）

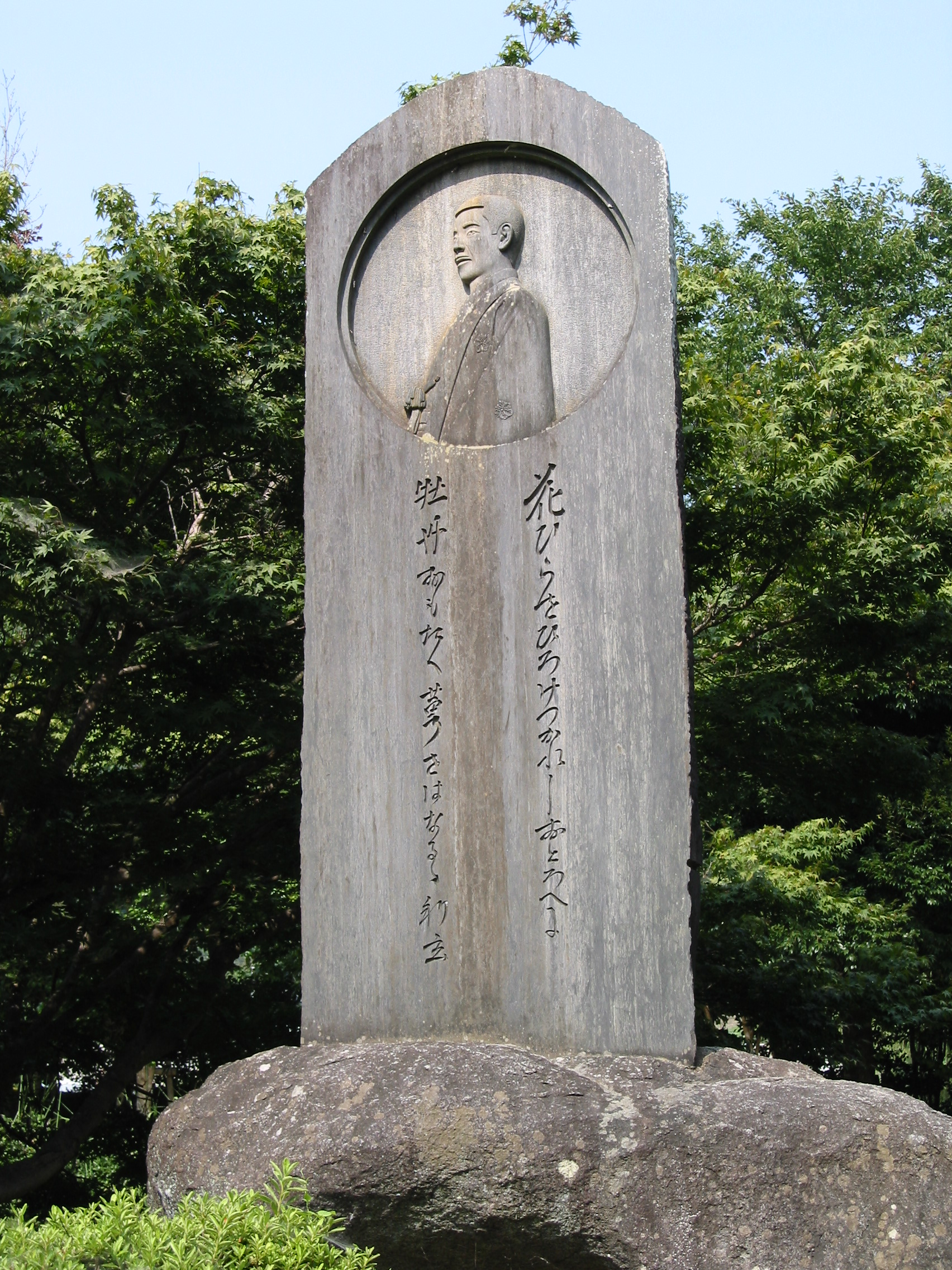
木下利玄歌碑（足守・近水園）

木下 利玄（きのした りげん、1886年（明治19年）1月1日 - 1925年（大正14年）2月15日）は、日本の歌人、子爵。本名は利玄（としはる）。子に利福がいる。
佐佐木信綱の「竹柏会」同人。初期の官能的な歌風から、晩年は写実的な作風に変わった。口語的発想による利玄調を確立。「白樺」の創刊にも参加。歌集に『銀』(1914年)、『紅玉』(1919年)など。

## 略年譜
- 1886年（明治19年）岡山県賀陽郡足守村（現・岡山市北区足守）にて足守藩最後の藩主・木下利恭の弟・利永の二男として生まれる。
- 1891年（明治24年）5歳の時、利恭の死去により宗家・木下子爵家の養嗣子となり家督を継ぐため上京。
- 1892年（明治25年）学習院初等科に入学。武者小路実篤と同級になる。
- 1906年（明治39年）東京帝国大学国文科に入学。東大在学中は佐佐木信綱に師事し短歌を学び、竹柏会門下の逸材と呼ばれる。
- 1910年（明治43年）には実篤や志賀直哉らと共に文芸雑誌『白樺』を創刊し、散文や短歌を発表。白樺派の代表的歌人の一人となる。
- 1911年（明治44年）横尾照子と結婚。東京帝国大学国文科を卒業。卒論は近松門左衛門。
- 1912年（大正元年）目白中学の国文講師に就任。同年長男が誕生するがすぐに死去。その後2男1女をもうけるが、末子（三男・利福）以外は夭逝している。
- 1916年（大正5年）目白中学を退職し、歌に専念する。
- 1922年（大正11年）肺結核にかかり病床の身となる。三男木下利福が生まれる。
- 1924年（大正13年）反アララギ派の大合同誌「日光」に加わる。
- 1925年（大正14年）病がいよいよ重篤になり、2月15日に鎌倉町の自宅で死去。満39歳没。三男の利福が家督を継いだ。
  - 戒名は天章院殿温良利玄大居士[1]。墓所は木下家菩提寺である足守・大光寺。分骨が東京都台東区・谷中墓地に埋葬されている。

## 親族
父:木下利永
養父:木下利恭
妻:三条西咊子(伯爵三条西公正の娘) 
子:長男 木下利公（としきみ）　 
次男 木下二郎 -1915  1歳9か月で夭逝
長女 木下夏子 -1917?, -1918?
三男木下利福（としとみ） 1922-1974  
孫:木下久仁子

## 栄典
- 1906年（明治39年）1月20日 - 従五位[3]
- 1917年（大正6年）2月10日 - 従四位[4]

## 作風
歌風は初め官能的、感傷的であった。その後、窪田空穂や島木赤彦らに影響を受けて自然主義・写実主義に傾き、口語や俗語を使用した平易なその短歌は利玄調と呼ばれるようになった。以下は、中高校の教科書に採られたり、入試を始めとする各種試験に使われたりして、広く知られているものである。
- 街をゆき子供の傍を通る時蜜柑の香せり冬がまた来る
- 牡丹花は咲き定まりて静かなり花の占めたる位置のたしかさ
- 曼珠沙華一むら燃えて秋陽つよしそこ過ぎてゐるしづかなる径

五島茂は木下の作風を範として立春短歌会を創設、主宰した。短歌誌『立春』の419号（1986年8月）から542号（1996年12月）まで、「木下利玄日記」が三男・利福の妻木下咊子により連載された。

## 作品
刊行本
- 銀（洛陽堂、1914年）、名著復刻版あり
- 紅玉（玄文社、1919年）、名著復刻版あり
- 一路（竹柏会、1924年）
- 立春（改造社、1925年）、自選歌集[8]
- 李青集（福永書店、1925年）
- 木下利玄全歌集（岩波書店、1926年）
- 木下利玄全歌集（五島茂編、岩波文庫、1951年） 度々復刊
- 木下利玄全集 歌集篇・散文篇（弘文堂、1940年）
  - 定本 木下利玄全集（臨川書店、1977年）。改訂版・2巻組、編・解説 五島茂